# Przygody Sherlocka Holmesa i doktora Watsona
Przygody Sherlocka Holmesa i doktora Watsona (ros. Приключения Шерлока Холмса и доктора Ватсона) – seria radzieckich filmów telewizyjnych o przygodach detektywa Sherlocka Holmesa i doktora Watsona zrealizowanych na podstawie utworów Arthura Conana Doyle’a. Seria była emitowana w latach 1979–1986. Reżyserował ją  rosyjski reżyser Igor Maslennikow, pracujący w leningradzkiej wytwórni Lenfilm.

## Lista filmów
- 1979 Sherlock Holmes i doktor Watson: Znajomość (Шерлок Холмс и доктор Ватсон) (2 części)
- 1980 Przygody Sherlocka Holmesa i doktora Watsona (Приключения Шерлока Холмса и доктора Ватсона) (3 części)
- 1981 Przygody Sherlocka Holmesa i doktora Watsona: Pies Baskerville'ów (Приключения Шерлока Холмса и доктора Ватсона: Собака Баскервилей) (2 części)
- 1983 Przygody Sherlocka Holmesa i doktora Watsona: Skarby Agry (Приключения Шерлока Холмса и доктора Ватсона: Сокровища Агры) (2 odcinki)
- 1986 Przygody Sherlocka Holmesa i doktora Watsona: Nadchodzi wiek XX ( Двадцатый век начинается) (2 odcinki)

## Główne role
- Wasilij Liwanow - Sherlock Holmes
- Witalij Sołomin - doktor Watson
- Rina Zielona - pani Hudson